# Безымянное (озеро, Елизовский район)
Безымянное (Медвежье) — озеро в России, находится на территории Елизовского района Камчатского края. Площадь водного зеркала — 1,24 км² (по другим данным — 1,19 км², 1,35 км²). Площадь водосборного бассейна — 44,6 км². Размеры озера — 2,01 на 0,63 км. Объём воды — 0,04 км³.
Лежит в долине между Ганальским хребтом и западной оконечностью Валагинского хребта у подножия вулканов Бакенинг и Ново-Бакенинг на высоте 897,2 метра над уровнем моря. Имеет овальную форму, вытянуто с севера на юг. Западный и восточный берега обрывистые, северный и южный — более пологие. В озеро впадает несколько ручьёв, стекающих с гор. Вытекает безымянный водоток, впадающий в реку Авача около её истока. Образовалось в результате перекрытия долины реки лавовым потоком.
Озеро глубокое: средняя глубина равна 25,5 метрам (по другим данным — 29,9 м), максимальная достигает 40,1 метра (по другим данным — 41,4 м). Прозрачность воды — 3,8 метра.
Озеро является нерестилищем нерки и кижуча, местом обитания арктического гольца. С 1983 года является памятником природы. В озере отмечено обитание 6 видов диатомовых водорослей.
По данным государственного водного реестра России относится к Анадыро-Колымскому бассейновому округу. Код водного объекта — 19070000211120000001618.